# Energiegipfel
Ein Energiegipfel (englisch „energy summit“) (französisch „sommet d’énergie“) (italienisch „vertice dell’energia“) ist ein Spitzentreffen zwischen Vertretern einer Regierung und Funktionären der Energiebranche, das dazu dient, energiewirtschaftliche oder energietechnische Probleme zu erörtern und zu lösen. In diesem Zusammenhang kann die involvierte Regierung eine nationale Regierung oder auch eine Provinzregierung sein. 
Im Speziellen hat es in der Vergangenheit einen besonderen Energiegipfel gegeben, der ein politisches Treffen zwischen der deutschen Bundesregierung und Vertretern der deutschen Energiewirtschaft darstellte, der in dieser Weise auch bezeichnet wurde. Allerdings haben mittlerweile sogenannte „Energiegipfel“ bereits auch in einzelnen Bundesländern stattgefunden, sodass auf den Begriff „Energiegipfel“ ein begriffliches Monopol für die vorangegangenen Energiegipfeltreffen auf Bundesebene nicht mehr beansprucht werden kann.

## Energiegipfeltreffen auf Bundesebene
Der erste Gipfel auf nationaler Ebene fand am 3. April 2006 in Berlin statt, der zweite am 9. Oktober 2006, der dritte am 3. Juli 2007. Ziel des besagten Energiegipfels auf Bundesebene war es, die Vorarbeiten für ein bis Ende 2007 geplantes nationales energiepolitisches Gesamtkonzept zu leisten.
Im Rahmen des ersten Gipfeltreffens gaben die Teilnehmenden ihre geplanten Investitionen im Energiesektor bis 2012 an. Demnach sollten im Stromsektor im konventionellen Bereich 30 Milliarden Euro und im Bereich der Erneuerbaren Energien bis zu 40 Milliarden Euro investiert werden. Gemeinsam mit Investitionen im Wärme- und Kraftstoffbereich plante die Branche der Erneuerbaren, Ausgaben über 71 Milliarden Euro zu realisieren. Gleichzeitig sollte die Energieeffizienz gefördert werden. Für die Gebäudesanierung sollten hierzu jährlich 1,4 Milliarden Euro von der Bundesregierung bereitgestellt werden, und die Bundesmittel für Energieforschung sollten bis 2009 um wenigstens 30 % aufgestockt werden. Diese Angaben waren zum großen Teil bereits vor dem Energiegipfel bekannt.
Bemerkenswert am ersten Energiegipfel auf Bundesebene war besonders, dass neben Gesandten der konventionellen Stromwirtschaft auch Vertreter der Erneuerbaren Energien anwesend waren. Dies wurde als Zeichen gewertet, dass Bundeskanzlerin Angela Merkel zukünftig nicht einseitig auf fossile und nukleare Energie setzen wolle.
Bereits im Herbst 2004 hatte der damalige Bundeskanzler Gerhard Schröder aufgrund gestiegener Strompreise einen Energiegipfel geplant, damals nur mit Vertretern der konventionellen Stromindustrie. Das Treffen fand nach Angaben der Regierung aufgrund zu weit auseinander liegender Interessen der beteiligten Akteure jedoch nie statt.

## Weitere Energiegipfel in Deutschland

### Energiegipfeltreffen auf Ebene der Länder
Unter anderem haben Regierungsverantwortliche des Landes Nordrhein-Westfalen mit Vertretern der vor Ort ansässigen Energiebranche bereits mehrere Energiegipfeltreffen abgehalten, um die dortige Energieversorgungsstrategie fortzuschreiben.

### Berlin Energy Transition Dialogue (BETD)
Zudem findet seit 2015 jährlich in Berlin der Energy Transition Dialogue (BETD) unterstützt von der Bundesregierung statt. Dieser wird gemeinsam organisiert vom Bundesverband Erneuerbare Energie (BEE), dem Bundesverband Solarwirtschaft (BSW-Solar), der Deutschen Energie-Agentur (dena) sowie der eclareon GmbH.